# Izobaza
Izobaza – linia na mapie, łącząca punkty powierzchni Ziemi, zmieniające wysokość nad poziomem morza o jednakową wartość w tym samym czasie, wskutek stałych ruchów lądotwórczych i górotwórczych. W literaturze naukowej spotykana także pod nazwą izanabaza.